# جيرهارد لامبريشت
جيرهارد لامبريشت Gerhard Lamprecht (1897 – 1974) مخرج وسيناريست ألماني. أخرج 63 فيلما بين عامي 1920 و1958. كما كتب سيناريو أكثر من 26 فيلما في الفترة ذاتها. كان عضوا في لجنة تحكيم مهرجان برلين السينمائي الدولي الثامن. ولد ومات في برلين.
من أفلامه: إميل والمخبرين السريين 1931، والفارس الأسود 1932.

## روابط خارجية
- جيرهارد لامبريشت على موقع IMDb (الإنجليزية)
- جيرهارد لامبريشت على موقع ألو سيني (الفرنسية)
- جيرهارد لامبريشت على موقع أول موفي (الإنجليزية)
- جيرهارد لامبريشت على موقع قاعدة بيانات الأفلام السويدية (السويدية)
- جيرهارد لامبريشت على موقع قاعدة بيانات الفيلم (الإنجليزية)
- جيرهارد لامبريشت على موقع كينوبويسك (الروسية)